# La Carpintería
La Carpintería är en ort i Mexiko.   Den ligger i kommunen Madero och delstaten Michoacán de Ocampo, i den södra delen av landet, 230 km väster om huvudstaden Mexico City. La Carpintería ligger 1 562 meter över havet och antalet invånare är 106.
Terrängen runt La Carpintería är huvudsakligen kuperad, men norrut är den bergig. Runt La Carpintería är det glesbefolkat, med 15 invånare per kvadratkilometer. Närmaste större samhälle är Tacámbaro de Codallos, 15,7 km väster om La Carpintería. I omgivningarna runt La Carpintería växer huvudsakligen savannskog.